# Franco Zampari
Franco Zampari (Napoli, 10 settembre 1898 – San Paolo, 14 settembre 1966) è stato un direttore teatrale, produttore teatrale e produttore cinematografico italiano naturalizzato brasiliano.

## Biografia
Laureato in ingegneria, giunse in Brasile nel dicembre 1922, su invito dell'amico Francisco Matarazzo Sobrinho, che gli aveva chiesto di collaborare nei suoi affari. Appassionato di spettacoli, divenne ben presto un habitué del Teatro Comunale di San Paolo. Anni dopo rievocava così quel periodo: “Quando sono arrivato a San Paolo, la città contava 600.000 abitanti. E l'elegante punto d'incontro era il Cine República, nell'antica piazza omonima. Oggi vivo le sue trasformazioni. I camini tagliano il cielo e il movimento modernista porta il vento del rinnovamento".
Alla fine degli anni '40, San Paolo stava attraversando un momento di modernizzazione delle sue istituzioni artistiche: Zampari volle fornire il suo contributo fondando insieme all'attore Sérgio Hingst il TBC (Teatro Brasileiro de Comédia), di cui fu anche amministratore delegato. Negli anni '50 il teatro sarebbe diventato famoso per lo sviluppo delle arti dello spettacolo nazionali, grazie a grandi attori come Cacilda Becker, Paulo Autran e Tonia Carrero, e a registi come Ziembinski e Adolfo Celi.
Creò poi, nel 1949, quella che sarebbe stata considerata la "Hollywood brasiliana", con sede a São Bernardo do Campo: la Companhia Cinematográfica Vera Cruz, responsabile dei primi classici della cinematografia del Paese come Caiçara, Tico-tico no fubá, O Cangaceiro e Floradas na serra, quest'ultimo diretto da Luciano Salce.
Nel 1954, a causa di problemi finanziari, gli studi cinematografici dovettero chiudere: Zampari si concentrò quindi sul fronte teatrale, ma la fortuna gli volse ancora le spalle per via dei numerosi abbandoni (dapprima Celi, la Carrero e Autran, che formarono una propria compagnia; poi anche la Becker). Egli chiamò allora Alberto D'Aversa e l'attrice Fernanda Montenegro, che per qualche tempo risollevarono le sorti del TBC. L'ultimo personaggio a darne lustro fu Flávio Rangel, in un primo tempo direttore artistico e poi direttore dell'istituzione: egli contribuì a far conoscere le opere di due giovani drammaturghi, Jorge Andrade e Gianfrancesco Guarnieri. 
Zampari morì nel 1966.

## Omaggi
- A Rio de Janeiro gli è stata intitolata una via.
- Gli è stato dedicato un teatro a San Paolo.